# Capela de Santo Antônio do Suru
Capela de Santo Antônio do Suru é uma igreja católica em Santana de Parnaíba, provavelmente construída no século XIX. O edifício foi tombado pela prefeitura municipal em 16 de dezembro de 1997. É considerado um marco de fundação de Santana de Parnaíba.
O espaço não é usado desde pelo menos os anos 1990 para cerimônias, mas apenas para visitação. É também um dos pontos da Festa do Suru.